# Björnblomflugor
Björnblomflugor (Arctophila) är ett släkte i familjen blomflugor. 

## Kännetecken
Björnblomflugorna är humlelika. De har en lång pälsliknande behåring, liksom humlorna, antingen gulsvart eller brunaktig. De har korta antenner med fjäderlika antennborst.

## Levnadssätt
Larverna, som är av så kallad råttsvanstyp med långt andningsrör, utvecklas i fuktiga lövskogar, blandskogar eller kärrmarker.

## Utbredning
Det finns 7 kända arter av björnblomflugor i världen. Det finns tre arter i Europa varav två finns i Norden. Det finns två arter i Nordamerika och två arter i Sydamerika.

## Systematik

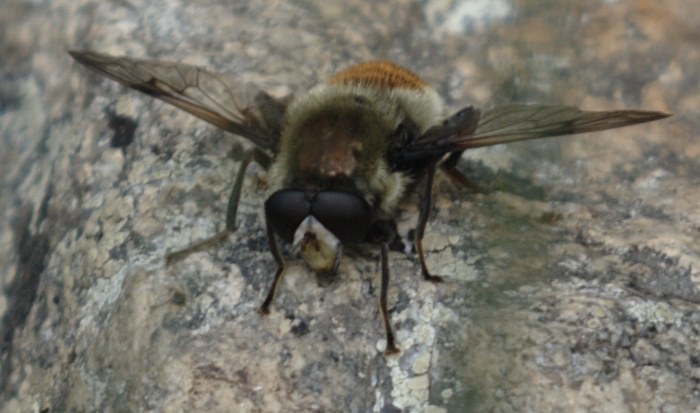
(A. flagrans) hane

### Arter i Norden
Det finns två kända arter i Norden och Sverige. Ingen av dem är vanliga.
- Bandad björnblomfluga A. bombiformis (Fallén, 1810)
- Brun björnblomfluga A. superbiens (Müller, 1776)

### Övriga arter (urval)
- A. bequaerti (Hervé-Bazin, 1913)
- A. flagrans (Osten-Sacken, 1875)
- A. mussitans (Fabricius, 1776)

## Etymologi
Arctophila betyder björnälskande eller nordälskande på grekiska. Det syftar på stjärnbilden Stora björnen. Det antyder att släktet har en nordlig utbredning vilket inte är riktigt sant eftersom två arter har sydamerikansk utbredning.